# Carelia hyattiana
Carelia hyattiana fue una especie de molusco gasterópodo extinto de la familia Amastridae en el orden Stylommatophora.

## Distribución geográfica
Fue  endémica de Hawái.